# Uniwersytet w Lubece
Uniwersytet w Lubece (niem. Universität zu Lübeck) – niemiecka uczelnia publiczna zlokalizowana w Lubece. Została założona w 1964 roku.